# (5856) Peluk
(5856) Peluk ist ein Asteroid im Hauptgürtel, der am 26. August 1992 von den japanischen Astronomen Seiji Ueda und Hiroshi Kaneda am Observatorium in Kushiro (IAU-Code 399) im Osten der Insel Hokkaidō in Japan entdeckt wurde.
Benannt wurde der Himmelskörper am 16. Juni 2021 nach dem Schweizer Flötisten und Dirigenten Peter-Lukas Graf (* 1929), der international als Solist, Kammermusiker und Dirigent bekannt ist.
Er gehört zur Maria-Familie, einer Gruppe von Asteroiden, die nach (170) Maria benannt ist.